# Finale Copa del Rey 2013
De finale van de Copa del Rey van het seizoen 2012/13 werd gehouden op vrijdag 17 mei 2013. Het was een Madrileense derby tussen Real en Atlético. In 1960, 1961, 1975 en 1992 stonden beide teams al eens tegenover elkaar in de bekerfinale. Real Madrid kon enkel in 1975 - na strafschoppen - zegevieren. Ook ditmaal won Atlético de beker, het werd 1-2 na verlengingen.
De wedstrijd werd gespeeld in het Estadio Santiago Bernabéu, de thuishaven van Real. De finale ontaardde in een tumultueus duel, waarin twee rode kaarten vielen en de trainer van Real, José Mourinho, na 75 minuten naar de tribune werd verwezen door scheidsrechter Carlos Clos. Bij Atlético speelde de Belgische doelman Thibaut Courtois de volledige finale.

## Wedstrijd
|                       |             |              |                             |                                                                                             |
| 17 mei 2013 21:30 MET | Real Madrid | 1 – 2 (n.v.) | Atlético Madrid             | Estadio Santiago Bernabéu, Madrid Toeschouwers: 80.000 Scheidsrechter: Carlos Clos (Spanje) |
| 17 mei 2013 21:30 MET | Ronaldo 14' | Verslag      | 35' Diego Costa 98' Miranda | Estadio Santiago Bernabéu, Madrid Toeschouwers: 80.000 Scheidsrechter: Carlos Clos (Spanje) |

| Real Madrid | Atlético Madrid |

| Real Madrid:    |    |                     |            |
|                 |    |                     |            |
| GK              | 25 | Diego López         |            |
| RB              | 15 | Michael Essien      | 101'       |
| CB              | 18 | Raúl Albiol         |            |
| CB              | 4  | Sergio Ramos        | 74'        |
| LB              | 5  | Fábio Coentrão      | 54' 91'    |
| DM              | 6  | Sami Khedira        | 65'        |
| DM              | 14 | Xabi Alonso         |            |
| AM              | 19 | Luka Modrić         | 91'        |
| RW              | 10 | Mesut Özil          | 72'        |
| CF              | 9  | Karim Benzema       | 91'        |
| LW              | 7  | Cristiano Ronaldo   | 90+3' 115' |
| Wisselspelers:  |    |                     |            |
| GK              | 1  | Iker Casillas       |            |
| DF              | 11 | Ricardo Carvalho    |            |
| DF              | 17 | Álvaro Arbeloa      | 91'        |
| MF              | 8  | Kaká                |            |
| MF              | 22 | Ángel di María      | 91' 119'   |
| FW              | 20 | Gonzalo Higuaín     | 91'        |
| MF              | 21 | José María Callejón |            |
| Coach:          |    |                     |            |
| José Mourinho * |    |                     |            |

| Atlético Madrid: |    |                    |             |
|                  |    |                    |             |
| GK               | 13 | Thibaut Courtois   |             |
| RB               | 20 | Juanfran           |             |
| CB               | 2  | Diego Godín        |             |
| CB               | 23 | Miranda            | 120+3'      |
| LB               | 3  | Filipe             |             |
| RW               | 6  | Koke               | 105+1' 113' |
| DM               | 4  | Mario Suárez       | 100'        |
| DM               | 14 | Gabi               | 114' 120+5' |
| LW               | 10 | Arda Turan         | 37' 111'    |
| CF               | 19 | Diego Costa        | 69'         |
| CF               | 9  | Radamel Falcao     |             |
| Wisselspelers:   |    |                    |             |
| MF               | 5  | Tiago Mendes       |             |
| MF               | 7  | Adrián López       |             |
| MF               | 8  | Raúl García        | 113'        |
| MF               | 11 | Cristian Rodríguez | 111'        |
| DF               | 18 | Cata Díaz          |             |
| GK               | 25 | Sergio Asenjo      |             |
| FW               | 30 | Oliver Torres      |             |
| Coach:           |    |                    |             |
| Diego Simeone    |    |                    |             |

* José Mourinho werd door de scheidsrechter na 75 minuten naar de tribune verwezen. 